# Sárgaliliom tanösvény
A Sárgaliliom tanösvényt 2004-ben nyitották meg hivatalosan, amely az Őrségben (pontosabban a Belső-Őrségben) (Veleméren, Gödörházán és Magyarszombatfán) végigvezető, kb. 6 km hosszú útvonal. 
A sárga sásliliom (sárgaliliom) (Hemerocallis lilio-asphodelus) az Őrség kiemelkedő szépségű növényritkasága, amelyet Carolus Clusius (Charles de L’Écluse) németalföldi botanikus írt le elsőként, még a 16. században. Ezek a virágok több veleméri telek patakhoz közeli részén nyílnak. A Clusius által Hollandiába vitt sárgaliliomokból a holland kertészek tucatnyi eltérő színű változatot nemesítettek ki, amelyek a veleméri Cserépmadár szállás előtti ágyásban megtekinthetők. 
A tanösvény két okból kapta nevét erről a virágról. Egyrészt, mert a sárgaliliom nagy számban fordul elő a területen, ez Velemér és az Őrség egyik legjellegzetesebb növényritkasága. Másrészt azért, mert a tanösvény kialakításához szükséges anyagi alapot a budapesti holland nagykövetség, az egykori kutató hazájának képviselete biztosította.

## Külső hivatkozások
- Sárga liliom tanösvény